# Cephalotes argentatus
Cephalotes argentatus är en myrart som först beskrevs av Smith 1853.  Cephalotes argentatus ingår i släktet Cephalotes och familjen myror. Inga underarter finns listade.